# ガン条約
ガン条約（ガンじょうやく、Treaty of Ghent）は、米英戦争の講和条約で、1814年12月24日に南ネーデルラント（ベルギー）のヘント（ガン）で結ばれた。

## 概要
この戦争でアメリカ合衆国は常に劣勢であった。しかし幸いなことに、グレートブリテン及びアイルランド連合王国（イギリス）はナポレオン戦争で軍事的、経済的に疲弊しきっており、ウィーン会議の下で、新秩序を早く確立したい意向もあって停戦を望んだ。
この条約で米英間の北東部国境が確定し、アメリカのカナダへの野心は潰えた。イギリスは奴隷貿易を禁じた精神を以後のアメリカにおける政治に反映し、やがて南北戦争というビジネスへつなげた。